# Serhij Herbel
Serhij Herbel, ukr. Сергій Миколайович Гербель (ur. 1856 w Krzemieńczuku, zm. 1936 w Niemczech) – ukraiński działacz polityczny i społeczny, premier ukraiński okresu Hetmanatu.
Ukończył szkołę realną w Kremenczuku w 1877 i wstąpił na służbę wojskową, którą odbywał do 1883.
Do rewolucji lutowej i obalenia caratu (1917) był gubernatorem w Charkowie (1903-1904), naczelnikiem wydziału w ministerstwie spraw wewnętrznych Imperium Rosyjskiego, w czasie I wojny światowej cywilnym pełnomocnikiem d.s. kwatermistrzostwa przy armii rosyjskiej. Od 29 maja do 3 lipca 1918 był przedstawicielem Hetmanatu przy Sztabie Głównym wojsk austro-węgierskich w Odessie, następnie ministrem zaopatrzenia w rządzie Fedora Łyzohuba, następnie od 14 listopada 1918 do 14 grudnia tego roku był premierem rządu ukraińskiego (Hetmanatu). Po obaleniu Hetmanatu przez Dyrektoriat i restytucji Ukraińskiej Republiki Ludowej w połowie grudnia aresztowany przez władze ukraińskie, zwolniony w lutym 1919, wyjechał do Odessy. W 1919 był w armii Denikina szefem aprowizacji. W drugiej połowie 1919 wyjechał do Niemiec, gdzie zmarł w 1936 roku.